# Chiesa di Santa Chiara da Montefalco
La chiesa di Santa Chiara da Montefalco è una chiesa di Montefalco (PG), situata fuori dalla porta San Bartolomeo, dopo aver oltrepassato un torrione cilindrico.

## Storia
La chiesa con l'annesso monastero agostiniano fu fondato da santa Chiara da Montefalco e fu il primo e più significativo dei grandi insediamenti religiosi che caratterizzarono il borgo di San Leonardo. La chiesa, eretta tra il Duecento e il Trecento sulla preesistente cappella di Santa Croce, fu interamente rifatta nei primi anni del XVII secolo da Valentino Martelli.

## Interno

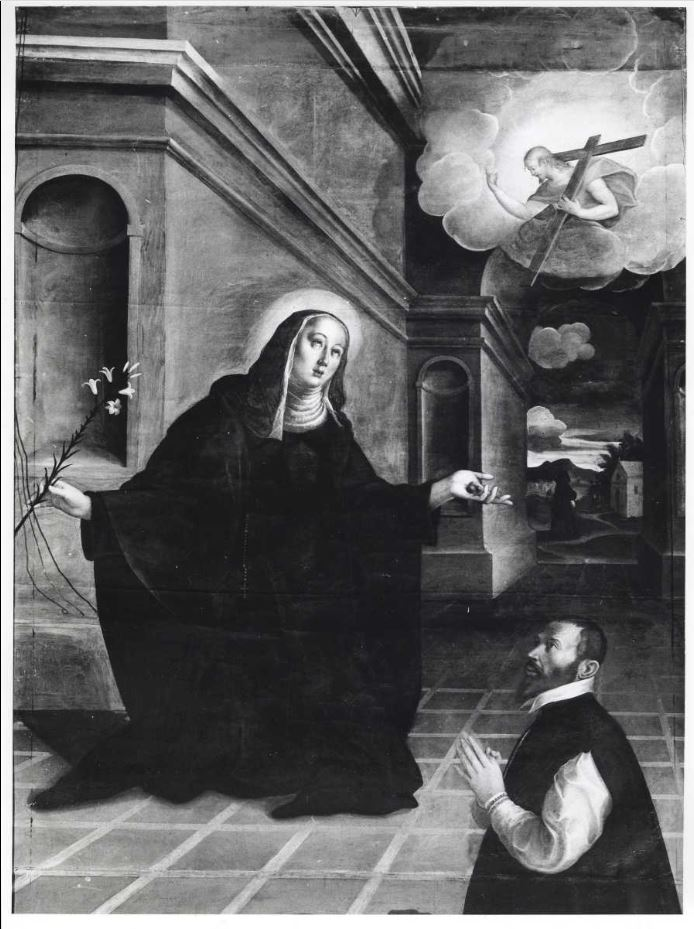
Francesco Longhi, Santa Chiara da Montefalco con il committente

Nel braccio destro della crociera, sopra un basamento trecentesco, si trova una urna d'argento con il corpo della santa; sopra si può ammirare la pala Santa Chiara da Montefalco con il committente, lavoro firmato di Francesco Longhi e risalente al 1600. Sull'altare maggiore vi è un ricco ciborio dorato del Seicento.